# Fear & Hunger 2: Termina
Fear & Hunger 2: Termina (с англ. — «Страх и Голод 2: Термина») — компьютерная игра в жанрах JRPG и Survival Horror с элементами Roguelike, разработанная Миро Хавериненом (Miro Haverinen) на игровом движке RPG Maker MV. Игра является продолжением Fear & Hunger.

## Сюжет
Эта игра имеет ту же игровую вселенную, что и Fear & Hunger, но её действие переносится в 1942 год, вскоре после прекращения огня в мировой войне, начавшейся в 1937 году. События происходят в городе Прехевиль в Богемии, входящей в Восточный Союз, аналоге Чехии и СССР соответственно, который недавно захватили войска Бременской империи, олицетворяющей Нацистскую Германию.
Протагонист засыпает в поезде, едущем в Прехевиль, и видит странный кошмар, в котором Пер’келе, посланник лунного бога безумия и лжи Рера (Rher), сообщает игроку о том, что его господин начинает «Фестиваль Термины», для которого он отобрал 14 участников из числа пассажиров поезда (из них 8 играбельных персонажей, перечисленных выше, а также коммерсант Кудо Танака, лейтенант бременской армии Павел Юдин, оккультистка Самари, кулинар Хенрик, таинственный путешественник Август и агрессивный представитель уголовного мира Калигура). В итоге этого фестиваля должен остаться один победитель.
Проснувшись, игрок обнаруживает, что поезд остановился недалеко от города посреди леса. Теперь ему предстоит исследовать Прехевиль и решить его загадки.
В игре возможны три концовки, две из них связаны с участием в Фестивале Термины и требуют гибели других его участников, а для третьей необходимо обследовать бункеры под городом и взаимодействовать с таинственной электронно-вычислительной машиной под названием «Логика».